# Coefficient de transfert thermique
Le coefficient de transfert thermique ou coefficient de transmission thermique est un coefficient quantifiant le flux d'énergie traversant un milieu, par unité de surface, de volume ou de longueur. L'inverse du coefficient de transfert thermique est la résistance thermique surfacique. C'est un terme important dans l'équation d'un transfert thermique et permet d'indiquer la facilité avec laquelle l'énergie thermique passe un obstacle ou un milieu.
Dans le cas d'un transfert surfacique, il est appelé coefficient de transfert thermique surfacique ou résistance thermique d'interface. C'est dans ce cas un flux thermique au travers d'une surface d'échange. Il permet de calculer l'intensité de l'énergie échangée par unité de surface et unité de temps en fonction de la différence de température de part et d'autre de la surface d'échange.
Dans le cas d'un transfert le long d'une surface dont l'une des dimensions excède fortement l'autre, on parle de coefficient de transfert thermique linéique. Dans le cas d'un transfert pour lequel on peut considérer que le flux passe par un point, on parle de coefficient de transfert thermique ponctuel.

## Définition
Mathématiquement, on définit de la manière suivante le coefficient de transfert thermique (ici pour un cas de transfert thermique surfacique) :
{\displaystyle U={\frac {\Phi }{S\ \Delta T}}}
avec :
- {\displaystyle U} : coefficient de transfert thermique, exprimé en watts par mètre carré-kelvin (W m−2 K−1) ;
- {\displaystyle \Phi } : flux thermique (puissance transférée), en watts (W) ;
- {\displaystyle S} : surface d'échange, en mètres carrés (m2) ;
- {\displaystyle \Delta T} : différence de température de part et d'autre de la paroi, en kelvins ou en degrés Celsius (K ou °C).

Le transfert thermique est facilité par un coefficient élevé, qui est dépendant de la rugosité des surfaces en vis-à-vis et de la pression exercée par l'une sur l'autre. Il varie entre 2 et 200 kW m−2 K−1.

## Coefficient de transfert thermique global

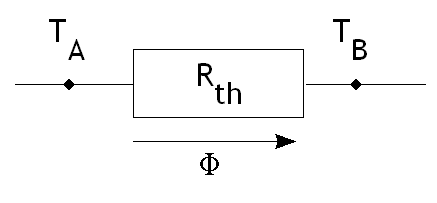
Analogie du transfert thermique avec le courant électrique.

Dans le cas d'une interface complexe composée de plusieurs surfaces d'échange successives, il est possible de composer les coefficients pour obtenir le coefficient de transfert global. Ceci est particulièrement utilisé dans les échangeurs de chaleur où l'on trouve deux interfaces et une résistance due à la paroi qui sépare les deux fluides, ou dans l'isolation des bâtiments, où le complexe isolant comporte plusieurs matériaux et plusieurs interfaces.
La composition se calcule en additionnant les inverses des différents coefficients d'interface et des coefficients de transfert à la manière de la composition de résistances électriques en parallèle (en supposant que le flux est unidirectionnel).
Le coefficient de transfert global est en général noté U, et pour les coefficients de transfert locaux ou de film, le symbole h est utilisé.
{\displaystyle {\frac {1}{U}}={\frac {1}{h_{\text{interface1}}}}+{\frac {l}{\lambda }}+{\frac {1}{h_{\text{interface2}}}}\qquad (1)}
avec :
- U, coefficient de transfert thermique global (W m−2 K−1) ;
- hinterface1, coefficient de transfert thermique de film interne (W m−2 K−1) ;
- hinterface2, coefficient de transfert thermique de film externe (W m−2 K−1) ;
- l, épaisseur du matériau séparant les deux phases (m) ;
- λ, conductivité thermique du matériau (W m−1 K−1).

Toutefois, ceci n'est valable que pour un cas idéal sans dépôt sur la surface d'échange qui augmente la résistance au transfert et pour une surface plane. Le cas plus général est donné par l'équation (2) :
{\displaystyle {\frac {1}{US}}={\frac {1}{h_{\text{interface1}}S_{1}}}+{\frac {1}{h_{\text{dépôt1}}S_{d1}}}+{\frac {l}{\lambda S_{\text{m}}}}+{\frac {1}{h_{\text{dépôt2}}S_{d2}}}+{\frac {1}{h_{\text{interface2}}S_{2}}}\qquad (2)}.

## Usages

### Bâtiment
En thermique du bâtiment, il est de plus fréquent d'avoir à considérer des coefficients de transfert thermique globaux. Pour les menuiseries, on note « Ug » le coefficient thermique du vitrage seul (avec l'indice g pour « glass »), « Uf » celui du cadre de menuiserie (avec f pour « frame »), mais c'est généralement le coefficient global de la menuiserie « Uw » (avec w pour « window ») qui est retenu.
Pour les fenêtres, on dit parfois à tort « coefficient thermique » au lieu de « coefficient de transmission thermique » (Uw, Uf et Ug), une mesure de l'isolation des fenêtres (ces coefficients s'expriment en W m−2 K−1).
De même, pour les parois, qu'il s'agisse de murs ou de planchers, il est déterminé un Uparoi, coefficient de transfert thermique global intégrant les apports des différentes couches constituant la paroi, principalement la partie porteuse — comme un mur en béton armé — et la partie isolante — fibre minérale ou matériau isolant de type polystyrène expansé ou extrudé.
En plus des parois, sont considérés quelques zones, lignes et points particuliers. Le coefficient de transmission thermique linéique est noté « {\displaystyle {\psi }} ». Il s'agit d'un terme correctif pour l’effet linéaire d’un pont thermique, égal au flux thermique stationnaire divisé par la longueur et la différence de température entre les ambiances de part et d’autre du pont thermique linéaire.
Le coefficient de transmission thermique ponctuel {\displaystyle {\chi }} est un terme correctif pour l’effet ponctuel d'un pont thermique, égal au flux thermique stationnaire divisé par la différence de température entre les ambiances de part et d’autre d'un pont thermique ponctuel.
Ces coefficients désignent la valeur qui doit être ajoutée au flux thermique obtenu à partir des valeurs U des parois.